# Fonseca (cantante)
Juan Fernando Fonseca Carrera (Bogotá; 29 de mayo de 1979), conocido artísticamente como Fonseca, es un cantautor colombiano. Con su música, mezcla de pop y ritmos folclóricos colombianos, ha obtenido varios premios Grammy Latinos.

## Biografía

### 2002-2006: Fonseca / Corazón
Se graduó en el colegio Gimnasio Campestre, en Bogotá. En 2002 publica su álbum Fonseca, el cual tuvo una gran acogida en Colombia, debido a la mezcla de ritmos alegres y un tanto folclóricos. 
Su siguiente propuesta musical, Corazón, fue lanzada en el 2005 por el sello EMI Music Colombia. Dentro de los temas que conformaron el álbum se encuentra Te mando flores, que se convirtió en su primer éxito internacional y permaneció más de 22 semanas consecutivas en la posición #1 en radio. Le siguieron otros sencillos como Hace tiempo y Cómo me mira.
Con Te mando flores obtuvo un Grammy Latino como "Mejor Canción Tropical" en 2006. También fue galardonado como "Mejor Nuevo Artista Tropical" por parte de Premios Lo Nuestro y Premios MTV Latinoamérica.
Adicionalmente, Corazón recibió el galardón de "Mejor Álbum Tropical" por parte de los Premios Billboard de la Música Latina. 

### 2008-2012: Gratitud / Gratitour / Ilusión
Lanzó Gratitud en 2008, con el cual debuta en la posición #1 e inicia la gira internacional Gratitour, que recorrió más de 25 países. En Estados Unidos se presentó en 16 ciudades con rotundo éxito. En cada una de sus presentaciones incluyó canciones como Arroyito y Estar lejos, tema que grabó junto a Willie Colón. Dichos temas le merecieron nominaciones a los Grammy Latinos. La gira llevó a Fonseca por primera vez a Europa y a China.
En 2011 presentó su producción titulada Ilusión, con la que obtuvo en tan sólo cuatro meses, quíntuple Disco de Platino y Disco de Diamante por las ventas en Colombia, donde junto con el lanzamiento realizó una gira por más de 17 ciudades. El álbum, producido por Fonseca junto a Bernardo Ossa (productor de Corazón – 2005, Gratitud – 2008) y el venezolano Andrés Levin, fusiona diferentes géneros musicales como el vallenato, pop, rock y merengue, y cuenta con grandes temas compuestos por el artista con reconocidos compositores incluyendo Claudia Brant, Descemer Bueno y Alejandro Bassi, entre otros.
El 13 de agosto colabora en el concierto de Carlos Vives titulado Vives y sus amigos de la gira "Más corazón profundo Tour" en el Estadio El Campín de Bogotá ante más de 42 mil personal cantaron La Tierra del olvido.
Fonseca fue ganador de un Latin Grammy 2012 en la categoría: "Mejor Álbum Tropical Fusión" por la producción de Ilusión. Este año también fue galardonado con el Premio Texas a Mejor Artista Tropical y recibió una importante nominación a los Grammy como “Best Latin Pop Album”.
Con Eres mi sueño, primer sencillo de este álbum, se mantuvo durante semanas en las 10 primeras posiciones en Estados Unidos, Ecuador, Colombia y Venezuela (donde el álbum alcanzó Disco de Oro). Ilusión fue escogido como el tercer mejor álbum latino del 2012 en la lista de los 10 mejores álbumes latinos del 2012 del Chicago Sun Times.

### 2014-2016: Sinfónico / Conexión / Homenaje
El 29 de julio de 2014 lanzó Fonseca sinfónico DVD una recopilación de todos sus éxitos grabados en marzo del 2014 en formato sinfónico junto a más de cien músicos de la Orquesta Sinfónica Nacional de Colombia, bajo la conducción del director belga Paul Dury. Este trabajo musical ya suma su tercer Disco de Platino por ventas en Colombia y fue ganador del Grammy Latino en 2014 como “Mejor álbum de Pop Vocal Tradicional”. Fue dirigido por el director alemán-colombiano Christian Schmid (Levi's, Fiat, Fonseca, Red Bull), la ingeniería de grabación y mezcla de Eduardo Bergallo (Soda Stereo, Gustavo Cerati, Natalia Lafourcade, Shakira) y los arreglos a cargo de Juan Andrés Otálora.
En junio del 2015, estrenó Entre mi vida y la tuya, primer corte musical de su quinto álbum de estudio Conexión, lanzado a nivel mundial el 2 de octubre de 2015, llegando a ser #1 en los listados Billboard. Compuesto por Fonseca y producido por el galardonado productor Julio Reyes Copello (Marc Anthony, Nelly Furtado, Alejandro Sanz, Diego Torres, Jennifer Lopez, Ricky Martin), Entre mi vida y la tuya fue grabado en Miami y mezclado por Iker Gastaminza (Shakira, Ricky Martin, Alejandro Fernández, Chayanne, Olga Tañón).
Su álbum Conexión se posicionó en los primeros lugares de venta a las pocas semanas de su lanzamiento. El video del segundo sencillo de este álbum, Ya no me faltas superó el millón de visitas en cinco días. Fue certificado cuádruple Disco de Platino y se posicionó en su estreno como número 1 en Colombia y Perú y en top 10 en Panamá, Costa Rica, El Salvador, Nicaragua, Bolivia, Ecuador y Guatemala, entre otros.
El 17 de junio de 2015 en la ciudad de los Ángeles recibió el premio especial "Sesac Latina Contemporary Icon Award", destacándolo como "uno de los cantautores más exitosos e influyentes del mundo". El premio, otorgado por primera vez en la historia de los Premios Sesac Latina.
En octubre de 2015 recibió el “Premio Triunfador” en la Musa Awards, galardón que fue establecido por el Pabellón de la Fama de los Compositores Latinos.
El tercer sencillo, Vine a buscarte ha estado desde su lanzamiento en los primeros lugares de audiencia en los distintos países latinoamericanos. Fue ganador del Grammy Latino 2016 como "Mejor Canción Tropical."
El quinto CD de Fonseca contó con la participación del cantante colombiano Juanes en la canción Y TU, en donde lo acompaña con guitarra eléctrica y voz. Otro de los invitados especiales en Conexión es el artista puertorriqueño Víctor Manuelle que lo acompaña en la canción Amor eterno.
El 2 de octubre de 2015 lanzó el álbum Homenaje a la música de Diomedes Díaz. Este álbum, producido por Bernardo Ossa (productor de los álbumes “Corazón” y “Gratitud” de Fonseca), contiene doce canciones del desaparecido cantante colombiano Diomedes Díaz cantadas en el estilo de Fonseca.
En el CD "Homenaje" de Fonseca contó con la participación de varios íconos de la música vallenata como Álvaro López (acordeón en Homenaje al Maestro), Cocha Molina (acordeón en Tres canciones, La ventana marroncita) y las voces de Chabuco (Brindo Con El Alma), Martín Elías (Mi primera cana) y Rafael Santos (Mi muchacho), fue ganador del Grammy Latino en 2016 como “Mejor álbum de Cumbia/Vallenato”.
En diciembre del 2016 Conexión fue nominado a los Grammy que se llevarán a cabo el 12 de febrero de 2017 en Los Ángeles, en la categoría "Mejor Álbum Tropical", adicional recibió la nominación en la categoría "Álbum del Año Tropical" en Premio Lo Nuestro que serán el 23 de febrero de 2017.
2017:
Participó como jurado en A otro nivel, concurso colombiano transmitido y producido por Caracol Televisión, en donde junto con grandes personajes de la música como Kike Santander y Silvestre Dangond buscan descubrir nuevos talentos en la industria de la música. 
El 30 de septiembre de 2016 fue invitado por Ringo Starr a participar en el tema "Now The Time Has Come". El himno, compuesto por Ringo Starr y el productor Bruce Sugar en alianza con las Naciones Unidas, conmemora el tratado por la Paz en Colombia.
En marzo de 2017 firmó con Magnus Media la compañía de entretenimiento y deportes fundada en el 2015 por Marc Anthony, para que actúe como co-manager junto al representante de Fonseca por muchos años, Carlos Saavedra.
El 15 de marzo de 2017 recibió el premio en la categoría Tropical por Vine A buscarte durante la vigésimo quinta edición anual de los Premios ASCAP a la Música Latina. 
Forma parte del catálogo de Puntilla Music.

## Discografía

### Álbumes de estudio
- 2002: Fonseca
- 2005: Corazón
- 2008: Gratitud
- 2011: Ilusión
- 2015: Conexión
- 2018: Agustín
- 2022: Viajante
- 2024: Tropicalia

### Álbumes en vivo
- 2010: Live Bogotá
- 2014: Sinfónico con la Orquesta Sinfónica de Colombia

## Sencillos
- "Confiesáme"
- "Te mando flores" (tema de la telenovela Por amor a Gloria)
- "Como me mira"
- "Hace tiempo"
- "Enrédame"
- "Arroyito"
- "Paraíso"
- "Estar lejos" (con Willie Colón)
- "Desde que no estás"
- "Eres mi sueño"
- "Ay amor"
- "Si te acuerdas de mi"
- "Alma de hierro" (tema de la telenovela Alma de hierro)
- "Amor eterno"
- "Entre mi vida y la tuya"
- "Ya no me faltas"
- "Vine a buscarte"
- "Por pura curiosidad"
- "Cuando llego a casa" (tema de la telenovela Papá a toda madre)
- "Vida sagrada" (tema de la telenovela El Comandante)
- "Simples corazones"
- "Porque nadie sabe" (con Nahuel Pennisi)
- "Simples corazones" (tema de la telenovela Isla Paraíso)
- "Volver a verte" (con Cali & El Dandee)
- "Ven"
- "1001 noches"
- "Este corazón" (con Diego Torres)
- "Tú primero"
- "2005" (con Cali & El Dandee y Greeicy)

## Colaboraciones
- Entre mi vida y la tuya (remix) (con India Martínez)
- Yo No Soy De Nadie (con Alejandra Guzmán)
- Mariposas En la Panza (con Santiago Cruz)
- Noche de entierro (Nuestro amor) (con Daddy Yankee, Wisin & Yandel, Héctor "El Father")
- Estar Lejos (con Willie Colon)
- Me Veo y Te Veo (con Álex Campos)
- Soledad (con Jesse y Joy)
- Eres Mi Sueño (con Nayer y Maffio)
- El Ama en los Labios (con Juan Fernando Velasco)
- Pobre Corazón (con Reik)
- Así Es Que Comienza (con Guaco)
- Compréndeme (con Wilfran Castillo)
- Mis Huellas En Tus Manos (con Sebastián Yepes)
- La Tierra del Olvido (2015) (con Carlos Vives, Fanny Lu, Maluma, Andrea Echeverri, Cholo Valderrama, Coral Group y Herencia de Timbiquí)
- Vine a Buscarte (remix) (con Alexis & Fido)
- Amor Eterno (con Víctor Manuelle)
- Y Tú (2015) (con Juanes)
- Caminar de Tu Mano (con Río Roma)
- Una En Un Millón (remix) (con Alexis & Fido y Kevin Roldán)
- Bambú (MTV Unplugged) (con Miguel Bosé)
- Now The Time Has Come (con Ringo Starr)
- Rise Up (Compositor) (con Jon Batiste, Debi Nova)
- Alguna Vez (con Juanes)
- Este corazón (con Diego Torres)
- VENGA lo que VENGA (con Rawayana)

## Filmografía

### Televisión
| Año  | Título       | Canal              | Papel |       |
| ---- | ------------ | ------------------ | ----- | ----- |
| 2016 | A otro nivel | Caracol Televisión |       |       |
| 2017 | A otro nivel | Caracol Televisión |       |       |
| 2022 | El retador   | Univision          |       | [ 4 ] |

### Cine
| Año  | Título   | Papel |  |
| ---- | -------- | ----- |  |
| 2020 | Dolittle | Kevin |  |

## Premios y nominaciones

### Premios Grammy Latinos
| Año  | Trabajo nominado                            | Categoría                          | Resultado |
| ---- | ------------------------------------------- | ---------------------------------- | --------- |
| 2006 | Te Mando Flores                             | Grabación del Año                  | Nominado  |
| 2006 | Corazón                                     | Mejor Álbum Tropical Contemporáneo | Nominado  |
| 2006 | Te Mando Flores                             | Mejor Canción Tropical             | Ganador   |
| 2008 | Gratitud                                    | Mejor Álbum Tropical Contemporáneo | Nominado  |
| 2010 | Estar lejos (feat. Willie Colon)            | Mejor Canción Tropical             | Nominado  |
| 2012 | Ilusión                                     | Mejor Álbum de Fusión Tropical     | Ganador   |
| 2012 | Desde Que No Estás                          | Mejor Canción Tropical             | Nominado  |
| 2014 | Fonseca Sinfónico                           | Álbum del Año                      | Nominado  |
| 2014 | Fonseca Sinfónico                           | Mejor Álbum Vocal Pop Tradicional  | Ganador   |
| 2016 | Conexión                                    | Álbum del Año                      | Nominado  |
| 2016 | Homenaje (a la música de Diomedes Díaz)     | Mejor Álbum de Cumbia/Vallenato    | Ganador   |
| 2016 | Vine a Buscarte                             | Mejor Canción Tropical             | Ganador   |
| 2018 | Simples Corazones                           | Mejor Canción Tropical             | Nominado  |
| 2019 | Agustín                                     | Álbum del Año                      | Nominado  |
| 2019 | Ven                                         | Canción del Año                    | Nominado  |
| 2019 | Agustín                                     | Mejor Álbum tradicional Pop Vocal  | Ganador   |
| 2019 | Ven                                         | Mejor Canción Pop                  | Nominado  |
| 2020 | Compadres (con Andres Cepeda)               | Mejor Álbum Vocal Pop Tradicional  | Ganador   |
| 2022 | Viajante                                    | Álbum del Año                      | Nominado  |
| 2022 | Besos en la Frente                          | Canción del Año                    | Nominado  |
| 2022 | Viajante                                    | Mejor álbum vocal pop tradicional  | Nominado  |
| 2022 | Besos en la Frente                          | Mejor Canción Pop                  | Nominado  |
| 2023 | Si Tú Me Quieres (feat. Juan Luis Guerra)   | Grabación del año                  | Nominado  |
| 2023 | Si Tú Me Quieres (feat. Juan Luis Guerra)   | Canción del Año                    | Nominado  |
| 2023 | Si Tú Me Quieres (feat. Juan Luis Guerra)   | Mejor Canción Tropical             | Ganador   |
| 2024 | Con Dinero y Sin Dinero (feat. Grupo Niche) | Grabación del año                  | Pendiente |
| 2024 | Con Dinero y Sin Dinero (feat. Grupo Niche) | Mejor Canción Tropical             | Pendiente |
| 2024 | Tropicalia                                  | Mejor Álbum Tropical Contemporáneo | Pendiente |

### Premios Billboard de la Música Latina
| Año  | Trabajo nominado | Categoría                                  | Resultado |
| ---- | ---------------- | ------------------------------------------ | --------- |
| 2007 | Corazón          | Mejor Álbum Tropical - Nuevo Artista       | Ganador   |
| 2007 | Te Mando Flores  | Canción Pop Latino Airplay - Masculina     | Nominado  |
| 2007 | Te Mando Flores  | Canción Pop Latino Airplay - Nuevo Artista | Nominado  |
| 2007 | Te Mando Flores  | Canción Tropical Airplay - Nuevo Artista   | Nominado  |

### Premios Lo Nuestro
| Año  | Trabajo nominado                          | Categoría                            | Resultado |
| ---- | ----------------------------------------- | ------------------------------------ | --------- |
| 2007 | Te Mando Flores                           | Canción Tropical del Año             | Nominado  |
| 2007 | Fonseca                                   | Artista Tropical Masculino del Año   | Nominado  |
| 2007 | Fonseca                                   | Artista Tradicional Tropical del Año | Nominado  |
| 2007 | Fonseca                                   | Solista o Grupo Revelación del Año   | Ganador   |
| 2008 | Fonseca                                   | Artista Tropical Masculino del Año   | Nominado  |
| 2008 | Fonseca                                   | Artista Tradicional Tropical del Año | Nominado  |
| 2009 | Fonseca                                   | Artista Tradicional Tropical del Año | Nominado  |
| 2017 | Conexión                                  | Tropical Álbum del Año               | Nominado  |
| 2021 | Cartagena (feat. Silvestre Dangond)       | Colaboración Tropical del Año        | Nominado  |
| 2023 | Si Yo Estoy Loco (feat. San Luis)         | Colaboración Tropical del Año        | Nominado  |
| 2024 | Si Tú Me Quieres (feat. Juan Luis Guerra) | Colaboración Tropical del Año        | Nominado  |

### Premios Nuestra Tierra
| Año  | Trabajo nominado                                               | Categoría                     | Resultado |
| ---- | -------------------------------------------------------------- | ----------------------------- | --------- |
| 2007 | Fonseca                                                        | Artista del Año               | Ganador   |
| 2007 | Te Mando Flores                                                | Canción del Año               | Ganador   |
| 2007 | Corazón                                                        | Álbum del Año                 | Ganador   |
| 2007 | Te Mando Flores                                                | Canción Tropical Pop          | Ganador   |
| 2007 | Fonseca                                                        | Artista Tropical Pop          | Ganador   |
| 2007 | Te Mando Flores                                                | Mejor música para TV          | Nominado  |
| 2009 | Fonseca                                                        | Artista del año               | Nominado  |
| 2009 | Arroyito                                                       | Canción del Año               | Nominado  |
| 2009 | Gratitud                                                       | Álbum del año                 | Nominado  |
| 2009 | Enredame                                                       | Mejor vídeo del Año           | Nominado  |
| 2009 | Arroyito                                                       | Canción Tropical Pop          | Ganador   |
| 2009 | Fonseca                                                        | Artista Tropical Pop          | Ganador   |
| 2009 | Paraiso                                                        | Mejor banda de Película       | Ganador   |
| 2009 | Fonseca                                                        | Artista favorito del público  | Nominado  |
| 2009 | Arroyito                                                       | Canción favorita del público  | Nominado  |
| 2009 | Arroyito                                                       | Mejor Ring Tone               | Nominado  |
| 2009 | www.fonseca.net                                                | Mejor página web              | Nominado  |
| 2010 | Alma                                                           | Canción Tropical Pop          | Nominado  |
| 2010 | www.fonseca.net                                                | Mejor página web              | Nominado  |
| 2011 | Estar Lejos (feat. Willie Colon)                               | Canción del Año               | Nominado  |
| 2011 | Estar Lejos (feat. Willie Colon)                               | Canción Tropical Pop del año  | Ganador   |
| 2011 | Fonseca                                                        | Artista Tropical Pop del año  | Ganador   |
| 2011 | Camina Pedro (feat. Cholo Valderrama)                          | Canción folclórica            | Nominado  |
| 2011 | Fonseca                                                        | Artista favorito del público  | Nominado  |
| 2011 | Estar Lejos (feat. Willie Colon)                               | Canción favorita del público  | Nominado  |
| 2011 | www.fonseca.net                                                | Mejor página web              | Nominado  |
| 2011 | @Fonseca                                                       | Twittero del año              | Nominado  |
| 2012 | Ilusion                                                        | Álbum del año                 | Nominado  |
| 2012 | Desde que no Estás                                             | Canción Tropical Pop del año  | Ganador   |
| 2012 | Fonseca                                                        | Artista Tropical Pop del año  | Ganador   |
| 2012 | Fonseca                                                        | Artista favorito del público  | Nominado  |
| 2012 | www.fonseca.net                                                | Mejor página web              | Nominado  |
| 2012 | @Fonseca                                                       | Twittero del año              | Nominado  |
| 2013 | Eres mi sueño                                                  | Canción Tropical Pop          | Nominado  |
| 2013 | Fonseca                                                        | Artista Tropical Pop          | Nominado  |
| 2013 | Fonseca                                                        | Artista favorito del público  | Nominado  |
| 2014 | Prometo                                                        | Canción Tropical Pop          | Nominado  |
| 2014 | Fonseca                                                        | Artista Tropical Pop          | Nominado  |
| 2014 | @Fonseca                                                       | Twittero del año              | Nominado  |
| 2020 | Ven                                                            | Canción del Año               | Nominado  |
| 2020 | Agustín                                                        | Álbum del Año                 | Nominado  |
| 2020 | Simples Corazones                                              | Canción Tropical              | Nominado  |
| 2020 | Fonseca                                                        | Artista Tropical              | Nominado  |
| 2020 | Simples Corazones                                              | Mejor gira concierto          | Nominado  |
| 2021 | Compadres (con Andrés Cepeda)                                  | Álbum del Año                 | Nominado  |
| 2021 | Serenata (feat. Andrés Cepeda)                                 | Canción Vallenata             | Nominado  |
| 2021 | No me Busquen Corazón (feat. Andrés Cepeda y Cholo Valderrama) | Canción Folclórica            | Nominado  |
| 2021 | Cartagena (feat. Silvestre Dangond)                            | Canción tropical/salsa/cumbia | Nominado  |
| 2021 | Fonseca                                                        | Artista tropical/salsa/cumbia | Nominado  |
| 2021 | Serenata por las Madres (con Juanes)                           | Mejor gira concierto          | Nominado  |
| 2022 | 2005 (feat. Greeicy, Cali y el Dandee)                         | Canción Pop                   | Nominado  |
| 2022 | 2005 (feat. Greeicy, Cali y el Dandee)                         | Canción tropical/salsa/cumbia | Ganador   |
| 2022 | Fonseca                                                        | Artista tropical/salsa/cumbia | Nominado  |
| 2022 | Compadres (con Andrés Cepeda)                                  | Mejor gira concierto          | Nominado  |
| 2022 | Fonseca                                                        | Artista favorito del público  | Nominado  |
| 2022 | Fonseca                                                        | Mejor imagen en el mundo      | Nominado  |
| 2023 | Volvámonos a Enamorar                                          | Canción del año               | Nominado  |
| 2023 | Fonseca                                                        | Artista Pop                   | Nominado  |
| 2023 | Fonseca                                                        | Artista tropical/salsa/cumbia | Nominado  |
| 2024 | Canto a la Vida                                                | Canción del Año               | Nominado  |
| 2024 | Canto a la Vida                                                | Canción Vallenata             | Nominado  |
| 2024 | Si Tú Me Quieres (feat. Juan Luis Guerra)                      | Canción tropical/salsa/cumbia | Nominado  |
| 2024 | Viajante Tour (Movistar Arena)                                 | Mejor concierto               | Nominado  |

### Premios MTV
| Año  | Trabajo nominado | Categoría           | Resultado |
| ---- | ---------------- | ------------------- | --------- |
| 2006 | Fonseca          | Mejor Nuevo Artista | Ganador   |

### Premios SHOCK
| Año  | Trabajo nominado | Categoría                         | Resultado |
| ---- | ---------------- | --------------------------------- | --------- |
| 2005 | Fonseca          | Mejor Solista Masculino           | Ganador   |
| 2005 | Te Mando Flores  | Mejor Canción Radial              | Ganador   |
| 2007 | Fonseca          | Mejor Artista del Año             | Ganador   |
| 2007 | Fonseca          | Mejor Artista Pop                 | Ganador   |
| 2007 | Te Mando Flores  | Mejor Canción del Año             | Ganador   |
| 2007 | Te Mando Flores  | Mejor Interpretación Tropical Pop | Ganador   |
| 2008 | Gratitud         | Mejor Álbum del Año               | Ganador   |
| 2008 | Paraíso          | Mejor Canción Banda Sonora        | Ganador   |